# 畫手
《畫手》（英語：Drawing Hands）是荷兰藝術家莫里茨·科内利斯·埃舍尔所做的石版印刷，最早是在1948年1月印製。其中描繪了一張上面有兩隻手的紙，而兩隻手的動作類似悖论，兩隻手都在紙上畫出另一個手。這是埃舍尔使用悖论手法的著名作品。
侯世達在其作品《哥德尔、埃舍尔、巴赫》中提到此作品，稱其為strange loop的一個例子。在哈尔·阿伯尔森和傑拉德·傑伊·薩斯曼的《计算机程序的构造和解释》中也有使用此一作品，來說明计算机科学中針對函式eval和apply應用的寓言，因為這些會形成循環。
有許多藝術家參考和複製多次《畫手》。在科技界中常見的作品是兩隻機械手臂在彼此繪製或是在彼此製造，或是人的手和機械手臂在彼此繪製。在极客和超人类主义文化中，常見到類似《畫手》的機械手臂作品。

### 書籍
- Locher, J. L. . Harry N. Abrams, Inc. 2000. ISBN 0-8109-6720-0.